# Bracon quadrisulcatus
Bracon quadrisulcatus är en stekelart som beskrevs av Vladimir Ivanovich Tobias 2000. Bracon quadrisulcatus ingår i släktet Bracon och familjen bracksteklar. Inga underarter finns listade.